# Эскадренные миноносцы проекта 35
Эскадренные миноносцы проекта 35 — нереализованный проект «большого» эскадренного миноносца с универсальной артиллерией главного калибра, разрабатывавшийся в 1939—1941 годах для Военно-Морского Флота СССР. Эскадренный миноносец проекта 35 разрабатывался в паре с бронированным лидером эскадренных миноносцев проекта 47, который должен был осуществлять его лидирование (вывод в торпедную атаку) и защиту от лёгких крейсеров противника. Главная энергетическая установка проекта 35 была унифицирована с энергетической установкой лидера проекта 47. Корабли этого проекта должны были строиться крупной серией в рамках «Десятилетнего плана строительства кораблей ВМФ» (1938—1947). В соответствии с планом закладок боевых кораблей на 1941 год на судостроительном заводе № 190 по проекту 35 должны были быть заложены два эсминца — «Удалой» и «Ударный», однако в связи с началом Великой Отечественной войны их закладка не состоялась. В 1942 году приоритет был отдан разработке «большого» эскадренного миноносца проекта 40, как более отвечающего требованиям ведущейся войны.

## Предыстория
В 1935—1936 годах Народным комиссариатом обороны СССР с привлечением сотрудников промышленности была разработана десятилетняя программа строительства Военно-Морского Флота. Основной задачей программы было строительство «Большого флота», в том числе строительство 533 боевых кораблей основных классов. Целью программы было «создание морских сил, которые могли бы вести активную борьбу с флотом любой из капиталистических держав, или их коалиций». «Большой морской и океанский флот» СССР согласно этой программе предназначался «для борьбы как с отдельными соединениями противника, так и с его главными силами в удалении от своих баз и у берегов противника».
Согласно утверждённой 26 июня 1936 года «Программе крупного морского судостроения 1936 года», кроме прежних 53 эскадренных миноносцев проекта 7 (первые шесть из них были заложены в конце 1935 года) планировалось построить ещё 75 кораблей этого же проекта, всего — 128. Однако, после смены в мае — июле 1937 года в результате политических репрессий командования Морских сил РККА и руководства НКОП, утверждённая в 1936 году кораблестроительная программа подверглась критическому пересмотру. В силу наличия у проекта 7 ряда конструктивных недостатков (недостаточной прочности корпуса, остойчивости, плохой мореходности и неудачному размещению главной энергетической установки (ГЭУ) по линейному принципу) он был признан «вредительским», а его конструкторы «врагами народа». Находящиеся на низкой стадии готовности эсминцы проекта 7 планировалось достроить по «улучшенному» проекту 7-У с эшелонным расположением ГЭУ, а новые корабли закладывать уже по новому проекту 30, техническое задание на который было утверждено 15 ноября 1937 года. Общее число эсминцев в новой кораблестроительной программе, утверждённой постановлением комитета обороны при СНК СССР 13/15 августа 1937 года, было доведено до 144 единиц.
Технический проект 30 был утверждён 27 октября 1939 года. Однако этот проект являлся морально устаревшим ещё при закладке головного корабля: устаревшей была и клёпаная конструкция корпуса, и машинно-котельная установка с дутьём в котельные отделения, и отсутствие размагничивающего устройства, и незенитный калибр артиллерии главного калибра. ВМФ СССР требовался перспективный эскадренный миноносец, в проекте которого эти недостатки были бы устранены. Тем не менее в 1939—1941 годах по проекту 30 были заложены 30 кораблей.

## «Эсминец для СССР»: изучение зарубежного опыта
3 марта 1939 года в Нью-Йорк прибыла квалифицированная советская военно-морская делегация во главе с заместителем наркома ВМФ флагманом 1 ранга И. С. Исаковым. Целью делегации было ведение переговоров и заключение договора с фирмой Gibbs & Cox на постройку двух эсминцев по подготовленному Главным штабом ВМФ СССР тактико-техническому заданию. Тактико-техническое задание (ТТЗ) было ориентировано на самый последний на тот момент тип американских эскадренных миноносцев типа «Портер», для того, чтобы (как заявлялось в докладе НКВМФ председателю СНК В. М. Молотову) как проект, так и эскадренный миноносец «получить возможно скорее, с особо интересующими нас объектами (башня с универсальной артиллерией, ПУС и т. д.)». Тактико-технические элементы корабля должны были быть следующими: стандартное водоизмещение — около 1800 т, скорость полного хода — 39—40 узлов, дальность плавания — 6000 морских миль 18-узловым ходом и 450 миль полным ходом. Экипаж — 200 человек. Вооружение — восемь универсальных пятидюймовых орудий в четырёх двухорудийных башнях, с боезапасом 200 выстрелов на ствол, восемь 25—40-мм зенитных автоматов, а также два счетверённых торпедных аппарата.
На следующий день после прибытия делегации состоялась встреча И. С. Исакова с главой фирмы Gibbs & Cox У. Гиббсом, а 6 марта фирма представила советским специалистам «эскизы» трёх эскадренных миноносцев: стандартным водоизмещением 900 т, 1580 т (три варианта) и 2400 т (два варианта). После обсуждения этих «эскизов», 10 и 11 марта было выдано задание на проекты эскадренного миноносца бо́льшего водоизмещения. В эти же дни И. С. Исаков встретился с президентом и управляющим компании Bath Iron Works Ньюэллом и обсудил с ним возможность размещения заказов и их условия. 15 апреля были рассмотрены первые проектные материалы по эсминцу в 2400 т, а в конце апреля И. С. Исаков на встрече с Ньюэллом предложил фирме Bath Iron Works взять на себя не только постройку, но и проектирование эсминца. Предложение было принято, но в качестве проектанта Ньюэлл предложил нанять фирму Gibbs & Cox.

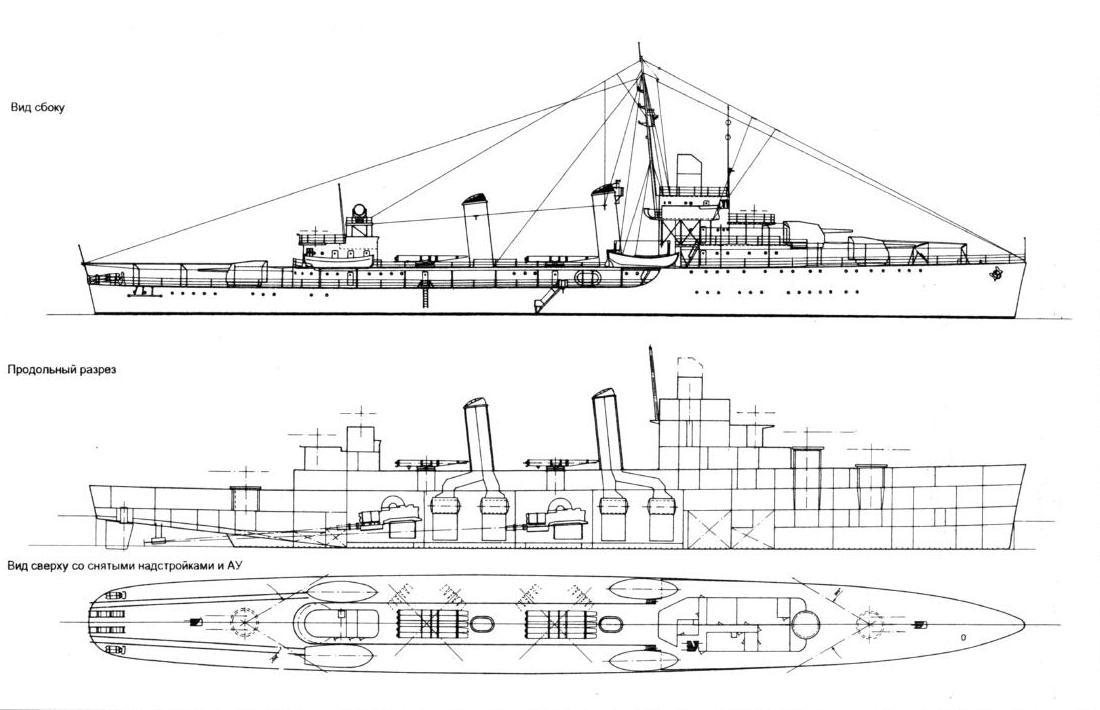
Проект «эсминца для СССР» (проект 10921), выполненный фирмой Gibbs & Cox.

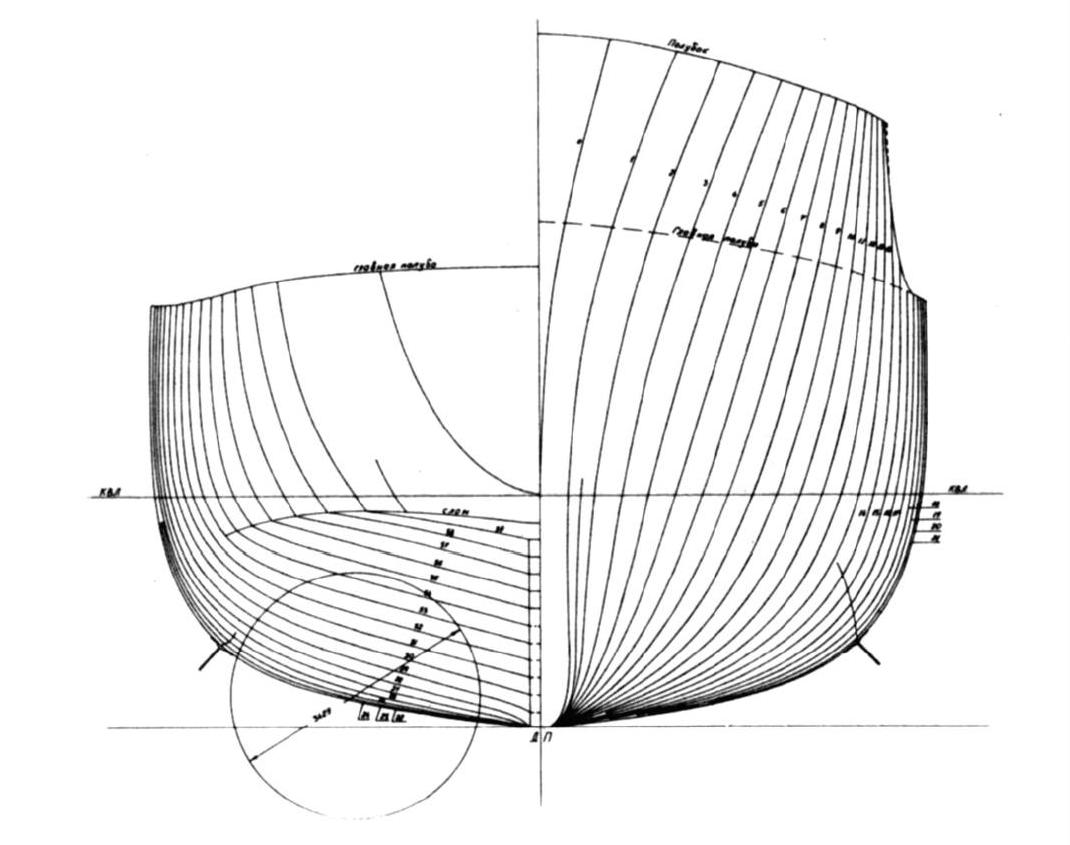
Проекция «корпус» теоретического чертежа эсминца проекта 10921, выполненный в ЦНИИ-45 в 1939 году.

В мае У. Гиббс провёл переговоры с фирмами-изготовителями механизмов. Фирма Westinghouse вежливо отказалась принять заказ на поставку котлотурбинной установки эсминцев типа «Бенсон» (2×25 000 л. с.), а фирма Foster-Wheeler дала своё согласие на поставку котлов при наличии разрешения Морского министерства. В Морском министерстве Гиббсу в устной форме разъяснили, что ему разрешено проектировать для СССР эсминец типа «Мэхэн», но копировать его не разрешается. 2 июня в конторе Гиббса был рассмотрен «эскиз» 1800-тонного эсминца.
4 июня 1939 года И. С. Исаков, уже находившийся в Москве, докладывал Н. Г. Кузнецову о проведённой работе:
Вчера получена телеграмма о том, что Гиббс на словах получил разъяснение Морминистерства США о том, что ему «разрешается для проектирования использовать материалы флота до 1933 года, с вооружением 4 дюйма — неуниверсальными, всё более новое должно Гиббсом проектироваться заново». Тем самым американское правительство ещё больше ограничило возможности нашего заказа, фактически доведя их до явной нецелесообразности, так как при двух-трёхлетней постройке мы можем получить в 1941—1942 годах миноносец, построенный по основным данным до 1933 г. Причём ответственно заявляю, что предлагаемая 4-дюймовая артиллерия хуже 4-дюймовых пушек, оставшихся на наших старых миноносцах от царского флота.
Далее Исаков отмечал факт слабо замаскированного, но совершенного категоричного отказа правительства США от содействия советской стороне, но в то же время просил ни в коем случае не прерывать налаженных деловых отношений с американскими фирмами, так как каждый день пребывания советских специалистов в США, по его мнению, давал СССР больше, чем американцам. До изменения политической обстановки до благоприятной он считал главной задачей приобрести «котлы и машины для миноносцев, так как из всего изученного американцы именно в этой области далеко обогнали все страны», и попутно размещать заказы на вспомогательные суда и оборудование для расширения связей и изучения иностранной техники. Заместитель наркома ВМФ также считал целесообразным сократить состав комиссии (ввиду ограничения её задач) и отозвать часть советских специалистов в СССР «для внедрения американской практики в наши проекты».
Н. Г. Кузнецову И. С. Исаковым были также представлены на утверждение следующие конкретные предложения:
…2. По проектам ЭМ — предложение Гиббса сделать аванпроект миноносца (на основе куцого разрешения флота)… — надо автоматически довести до конца и постараться получить этот материал. Главная цель — получить ещё больше материалов по проектированию и американской технике, особенно по котлам и машинам. Материал взять у Гиббса на рассмотрение, после чего от проекта отказаться, как от несовременного.

3. Комиссии форсировать переговоры (начатые при мне) фирмами «Вестингхауз», «Дж. Электрик», «Бабкок & Вилкокс» с размещением заказа одного комплекта, то есть двух турбин и котлов для ЭМ. Пообещая, в случае хорошего исполнения заказа, разместить ещё три комплекта, то есть на дивизион ЭМ. Дело в том, что при выявившемся противодействии флота никакую фирму нельзя будет заинтересовать в заказе на 1 турбину или 1 котёл.

4. Задание на котлы и машины давать применительно к проекту 30. Заведомо можно сказать, что они разместятся свободно и при том же запасе топлива наш миноносец получит удвоенный район плавания. Такой ЭМ мы получим быстро, так как к готовности котлов и машин мы будем уже иметь готовые корпуса и башни. Однако это не будет лучшее решение. На базе освоения этого промежуточного типа, закончив имеемые сейчас проекты, мы сможем в будущем сделать специальный, комплексный проект, применительно ко всем новейшим достижениям амтехники. Но этот проект не отстанет от освоения у нас производства американских котлов и машин…

Поскольку сейчас ясно, что мы универсальной башни от американцев не получим, создать специальное бюро для проектирования 130-мм универсальной башни, на базе ОКБ НКВД ЛО, с участием НКВМФ, НКВ и НКСП… Так как в этом отношении мы сильно отстали и так как это автоматически решает проблему крупнокалиберной зенитной артиллерии для РККА и РКВМФ — поставить как первоочередную задачу, специальным постановлением КО, возложив персональную ответственность и руководство на т. Ванникова и установив премию для конструкторов.
8 июня 1939 года предложения И. С. Исакова были рассмотрены и утверждены правительством, а в адрес советской военно-морской делегации через советское посольство в Вашингтоне были отправлены шифрограммы за подписью А. И. Микояна, в которых членам делегации предлагалось сосредоточить усилия на заказе машинно-котельных установок для эсминца, а трём членам делегации (В. Н. Мельникову, А. А. Фролову и Г. П. Федину) предписывалось вернуться в СССР.
В ходе дальнейших переговоров к июлю 1939 года было достигнуто следующее. Правительство США дало разрешение У. Гиббсу учесть в проекте, а американским фирмам-субподрядчикам применить машинно-котельную установку для эсминца с повышенными параметрами пара, устройство турбины заднего хода с двумя отдельными колёсами, установку циркулярных насосов, закрытое дутьё. Запрещалось продавать советской стороне вооружение для корабля и применять в энергетике «американского эсминца» регулирование температуры перегретого пара и переменный ток. 19 июля новый руководитель советской делегации военный инженер 3 ранга В. И. Минаков официально сообщил Гиббсу о намерении заказать в США два эскадренных миноносца водоизмещением 1800 английских тонн. 2 августа с У. Гиббсом было подписано соглашение на «изготовление преддоговорного проекта и организации конкурса судостроителей». Эсминец «преддоговорного проекта» имел нормальное водоизмещение (с 1/3 запаса топлива и воды) 2036 английских тонн. Главная энергетическая установка мощностью 55 000 л. с. обеспечивала кораблю скорость 40 узлов. Дальность плавания при полном запасе котельного топлива (450 т) и скорости хода 15/18/40 узлов составляла 7980/6690/1130 морских миль соответственно. Сталь специальной термообработки толщиной 12,7 мм защищала главную палубу над машинно-котельными отделениями и центральным боевым постом, ходовые рубки и командно-дальномерный пост. В качестве вооружения корабль нёс шесть 127-мм орудий в трёх двухствольных башнях, восемь 37-мм зенитных автоматических пушек, восемнадцать 12,7-мм зенитных пулемётов и два пятитрубных торпедных аппарата.
Однако в связи с дальнейшим ухудшением советско-американских дипломатических отношений, вызванных заключением советско-германского пакта о ненападении и началом Второй мировой войны, СССР было объявлено о невозможности строительства в США боевых кораблей для СССР (официальной причиной называлась загруженность американских верфей собственными заказами). Кроме этого, госсекретарь США Грин запретил Гиббсу выдать советским представителям документацию уже готового «преддоговорного» проекта, включая результаты модельных испытаний.
Тем не менее до 16 ноября советским представителям удалось заказать один комплект турбозубчатых агрегатов и вспомогательных механизмов фирме Westinghouse (номинальная мощность 55 000 л. с., максимальная — 60 000 л. с.), один комплект турбозубчатых агрегатов и турбогенераторов — фирме General Electric и котлы (давление пара — 575 фунтов на дюйм, температура — 825 °F) — фирме Foster-Wheeler. Поставки должны были быть произведены в срок от 12 до 14 месяцев.
Часть вспомогательных механизмов погибла при доставке в СССР, а другая часть после начала Великой Отечественной войны была эвакуирована из Николаева в различные части Советского Союза, что сделало невозможным провести их инвентаризацию для дополнительного заказа в США.

## Разработка тактико-технического задания

### Начало работ над проектом 35
Увиденное и изученное в США, во многом благодаря энергии и настойчивости замнаркома по кораблестроению, стало достаточно сильным импульсом для отечественного кораблестроения. В ещё большей степени, естественно, интенсивность проектных работ подхлестнула начавшаяся Вторая мировая война. Несмотря на то, что реализация задуманной в 1935—1936 гг. кораблестроительной программы «Большого флота» не сопровождалась «шумными успехами», «тактики и техники» начали разработку предложений по новым боевым кораблям.— Литинский Д. Ю. Суперэсминцы советского флота
Исполняя совместный приказ заместителей наркома ВМФ и НКСП № 0447/129с от 8 сентября 1939 года, комиссия под председательством флагмана 1 ранга, профессора Военно-морской академии С. П. Ставицкого начала работу над разработкой предложений по новым боевым кораблям. Выводы комиссии, оформленные протоколом 17 января 1940 года, легли в основу оперативно-тактического задания (ОТЗ) на проектирование перспективных проектов эскадренного миноносца и «большого эскадренного миноносца». В отличие от просто эскадренного миноносца большой эсминец должен был иметь увеличенные размеры для улучшения мореходности, повышенную скорость и усиленное торпедно-артиллерийское вооружение. 11 января 1940 года начальник Главного морского штаба РКВМФ флагман флота 2 ранга Л. М. Галлер отдал указание начальнику Управления кораблестроения РКВМФ: «Из предложенных двух типов ЭМ остановиться на меньшем, со следующими изменениями: а) кроме шести 130-мм орудий установить восемь 45-мм автоматов и 12 12,7-мм пулемётов б) скорость хода не менее 40 узлов».
Согласно ОТЗ основным оперативно-тактическим назначением эсминца проекта 35 являлись: а) самостоятельно и в составе маневренных соединений, преимущественно ночные, а также дневные торпедные атаки и минные постановки; б) разведка и дозорная служба в море в) походное охранение в эскадре; г) сопровождение эскадры на океанском театре; д) замена корабля ПВО в эскадре; е) набеговые действия в свежую погоду и в отдельных районах.

### Оперативно-тактические требования
Оперативно-тактические требования предполагали:
1. Для борьбы с эсминцами, легко бронированными крейсерами, торпедными катерами и подводными лодками, а также бомбардировочной и штурмовой авиацией эсминец должен был быть вооружён шестью 130-мм универсальными орудиями в двухорудийных башнях (две в носу, одна в корме) с боезапасом не менее 150 выстрелов на ствол, восемнадцатью крупнокалиберными пулемётами.
2. Эсминец должен был иметь центральное управление артиллерийской стрельбой для того, чтобы вести огонь как по надводным, так и по воздушным целям.
3. Для выполнения своего основного назначения корабль должен был быть вооружён двумя пятитрубными торпедными аппаратами или одним пятитрубным в диаметральной плоскости и двумя трёхтрубными по бортам (последний вариант расположения ТА позволял ускорить начало торпедного залпа приблизительно на 1,5 минуты). Эсминец должен был иметь независимые от артиллерии центральные приборы управления торпедной стрельбой.
4. Местное бронирование должно было обеспечить защиту корабля от пуль калибра 7,62 мм на дистанции 200 м. Бронёй должны были защищаться также главный командный пост, командно-дальномерный пост, артиллерийские установки, зенитные пулемёты и торпедные аппараты.
5. Эсминец должен был оставаться на плаву при затоплении двух любых смежных отсеков и иметь второе дно для сохранения плавучести при повреждении наружной обшивки.
6. Скорость хода корабля — не менее 38 узлов при нормальном водоизмещении.
7. Дальность плавания — 6000 морских миль на скорости 15—16 узлов. Автономность — 20 суток.
8. Мореходные качества корабля должны были обеспечивать безопасное плавание в любую погоду и использование оружия при волнении моря до 5—6 баллов.
9. Наибольшая осадка должна была находиться в пределах 3,75—4,0 м.

### Утверждение тактико-технического задания
После изучения проекта тактико-технического задания (ТТЗ), прошедшего Главный морской штаб (ГМШ) и Управление кораблестроения (УК), заместитель наркома по кораблестроению сделал 9 февраля 1940 пометку, адресованную начальнику УК: 
…С поправками моими, ГШ и УК, одобренными мною, подавать документ на утверждение Наркома. Учесть опыт «Ташкента», США и Германии, последней особенно, для чего дать просмотреть Мельникову, Шибаеву, Чаянову.
Тактико-техническое задание на разработку проекта 35 было утверждено наркомом ВМФ Н. Г. Кузнецовым 8 марта 1940 года. ТТЗ предусматривало создание нового типа эскадренного миноносца на основе вооружения корабля универсальной артиллерией главного калибра и применения машинно-котельной установки с высокими параметрами пара.
Стандартное водоизмещение эсминца по ТТЗ ограничивалось величиной 2200 т, принимался двухотсечный стандарт непотопляемости, остойчивость нормировалась начальной поперечной метацентрической высотой 1,0 м, прочность корпуса должна была быть достаточной для плавания при любом состоянии моря и в битом льду за ледоколом. Скорость хода принималась равной не менее 40 узлам, дальность плавания экономическим ходом — 6000 морских миль. Электрооборудование предлагалось проектировать в двух вариантах: на постоянном и переменном токе. ТТЗ требовало при разработке проекта учесть опыт не только советского кораблестроения и эксплуатации новых кораблей, но также иностранный опыт — по приобретённым СССР итальянским, немецким и особенно (как подчёркивалось в ТТЗ) американским материалам.

## Разработка эскизного проекта
Впервые в практике советского кораблестроения разработку эскизного проекта на основе ТТЗ и дополнительных решений (от 26 апреля и 20 июня 1940 года) поручили на конкурсной основе двум проектным организациям: ЦКБ-32 и конструкторскому бюро судостроительного завода № 190 им. А. А. Жданова (современная «Северная верфь»). Договор с ЦКБ-32, подписанный его начальником А. А. Яковлевым, был официально заключён 23 августа 1940 года, согласованная стоимость проектных работ была оценена в 1,1 млн рублей. ЦКБ-32, как и КБ завода им. А. А. Жданова, начало проектные работы значительно раньше подписания договора на эскизное проектирование: 1-е ГУ НКСП выдало КБ завода № 190 наряд на разработку эскизного проекта 16 января этого же года. Главным конструктором проекта 35 в варианте ЦКБ-32 стал А. Я. Копержинский, к этому времени имевший лишь достаточно скромный опыт проектирования 800-тонного сторожевого корабля проекта 29.

По распоряжению заместителя наркома судостроительной промышленности А. М. Редькина проектные работы должны были выполняться в следующем порядке: механическую установку для обоих вариантов должно было комплексно разрабатывать ЦКБ-17, комплексное проектирование всего электрооборудования для обоих вариантов проекта поручалось ЦКБ-32. В распоряжении также указывалось: 
…КБ завода № 190 разрешается дополнительно разработать и представить свой вариант механической установки в кооперации с КБ Кировского завода. Разработка этого варианта должна быть произведена без ущерба по срокам и качеству пр. 30, 7-у и пр. 30 на базе американской механической установки.

### Эскизный проект ЦКБ-32
При эскизном проектировании ЦКБ-32 использовало результаты серии модельных испытаний, проведённых в опытовом бассейне ЦНИИ-45 в июле 1940 года под руководством начальника I отделения Луценко (исполнителем был инженер Согалов). По результатам модельных испытаний в качестве основного варианта эскизного проекта был выбран вариант III. В этом варианте корабль имел следующие главные размерения: длина по конструктивной ватерлинии — 106,5 м, ширина — 11,2 м, осадка — 3,82 м; коэффициент общей полноты — 0,493; объёмное водоизмещение — 2250 т. Имевший наибольшую погруженную площадь шпангоут был смещён на 12-й теоретический шпангоут. Вследствие роста стандартного водоизмещения до 2600 т главные размерения были изменены: длина по КВЛ была увеличена до 109,0 м, ширина до 11,5 м, осадка до 4,20 м. При скорости 40 узлов буксировочная мощность голого корпуса корабля составила 39 700 л. с., что при принятом пропульсивном коэффициенте 0,58 и 10%-й надбавке на сопротивление выступающих частей обеспечивало мощность на валах 74 000 л. с.
В ходе дальнейшего проектирования в ЦКБ-32 были разработаны варианты теоретического чертежа V и VI с учётом применения различных типов турбин и различными вариантами расположения редукторов. Вариант V был разработан на основе теоретического чертежа «Д-11» и воспроизводил обводы американского эсминца. Он показал достижимую скорость 39,4 узла. Корпус имел коэффициент общей полноты 0,505, а шпангоут с наибольшей погруженной площадью был смещён на одиннадцатый теоретический шпангоут. Ниже конструктивной ватерлинии форштевень имел прямой подрез, наклон 25° и слабовыраженный ходовой бульб («полукаплю»), а выше конструктивной ватерлинии — клиперную форму. Подрез кормы был вогнутым и начинался за четырнадцатым теоретическим шпангоутом. Корма — плоская с клиновидным наклонным транцем. В целях улучшения условий работы гребных винтов и выполнения условий удифферентовки корабля в районе шестнадцатого теоретического шпангоута до транца были испытаны «тоннельные выемки». «Тоннельные» обводы кормы показали на ходовой скорости снижение буксировочной мощности приблизительно на 2 %.
В окончательно принятом теоретическом чертеже эскизного проекта ЦКБ-32 выполнило оформление выхода гребных валов в виде «штанов» (проектант считал, что это способствовало повышению пропульсивного коэффициента). Недостатком теоретического чертежа ЦКБ-32 являлась некоторая валкость корпуса — начальная поперечная метацентрическая высота при нормальном водоизмещении (без учёта влияния свободных поверхностей) составляла 0,98 м.
Механическая установка в проекте ЦКБ-32 проектировалась ЦКБ-17 и рассчитывалась для работы на паре давлением 46 атмосфер и температурой 450 °C. Котлы «американского типа» (Foster-Wheeler) имели поверхность нагрева 3,5 м² и пароперегреватель с поверхностью нагрева 146 м². Главный турбозубчатый агрегат был выполнен четырёхкорпусным с одноступенчатым редуктором и отключаемой по пару турбиной крейсерского хода.

### Эскизный проект конструкторского бюро завода № 190
Первые расчёты, проведённые конструкторским бюро завода № 190 им. А. А. Жданова, показали, что не удаётся уложиться в лимит стандартного водоизмещения 2200 т. С этим фактом КБ пришлось смириться, так как и контрагенты завода повысили веса. Как и ЦКБ-32, КБ завода № 190 выбрало традиционную полубачную архитектуру корпуса с сравнительно высоким надводным бортом в носу для обеспечения мореходности — около 5,5 м (9,6 м от основной плоскости).
При проектировании теоретического чертежа КБ завода № 190 приняло за основу корпус лидера «Ташкент», изменив конфигурацию форштевня в подводной части и обводы кормы: ниже уровня конструктивной ватерлинии форштевень имел «ледокольный» излом, а для повышения пропульсивного коэффициента корме придали плоскую форму с большим подзором. Это решение нельзя признать удачным, поскольку внесённые изменения повышали буксировочное сопротивление, а также отрицательно влияли на мореходность. Впоследствии стало очевидно, что запас мощности механической установки варианта КБ завода № 190 оказался меньше, чем механической установки варианта ЦКБ-32. Эскизный проект завода КБ № 190 фактически воспроизводил конструкцию корпуса эсминца проекта 30 и предусматривал меньший объём сварки, чем проект ЦКБ-32.
Механическая установка, принятая в эскизном проекте КБ завода № 190, была рассчитана на повышенное давление в 48 атмосфер. КБ раскритиковало котлы «американского типа» (Foster-Wheeler) ЦКБ-17 и предложило технический проект котла с воздушным экономайзером, который обеспечивал повышение КПД до 84 % и имел большую площадь нагрева — 3,830 м². Турбозубчатый агрегат (ТЗА) с турбиной крейсерского хода, отключаемой муфтой и двухступенчатой зубчатой передачей (по типу Westinghouse) был спроектирован КБ Кировского завода, а документация по ТЗА также была выпущена в объёме технического проекта. Конструкторами КБ была предусмотрена установка атмосферных деаэраторов, проточного холодильника и электрификация большинства вспомогательных механизмов.
Эсминец в варианте КБ завода № 190 предлагалось снабдить «стабилизирующим устройством» — успокоителями качки активного типа, состоящими из расположенных на расстоянии 1800 мм пяти пар бортовых управляемых рулей разработки ЦНИИ-45. Выдвижное шпиронное устройство, предназначенное для крепления коренного конца тралящей части параванов, было заимствовано из конструкции немецких эсминцев типа 1936A.
Компоновка и площади жилых помещений на корабле в варианте КБ завода № 190 были неудовлетворительными, поскольку норма площади на 1 человека составляла всего 1,34 м², что не превосходило по «комфортности» бытовых условий эсминец проекта 7. 22 % членов экипажа размещалось не на стационарных, а на подвесных койках.

### Варианты установки вооружения
Основным вариантом артиллерии главного калибра была выбрана 130-мм артустановка Б-2-У, которая проектировалась в Особом техническом бюро при управлении НКВД Ленинградской области. Установка создавалась на основе неуниверсальной 130-мм АУ Б-2ЛМ, которую предполагалось устанавливать на строящихся эсминцах проекта 30 и лидерах проекта 48. Орудия Б-2-У имели угол вертикального наведения 85°. Одновременно с разработкой установки Б-2-У ленинградский Металлический завод им. Сталина самостоятельно, в инициативном порядке разрабатывал 130-мм универсальную артиллерийскую установку МК-18. Поскольку установка Б-2-У была более компактна, имела раздельное наведение, НТК РКВМФ отдавал ей предпочтение. Однако Б-2-У нуждалась в переделке в связи с необходимостью введения в неё следящей силовой синхронной передачи и усиления бронирования с 6 до 8 мм, и к моменту готовности эскизного проекта 35 эти коррективы не были выполнены. В качестве зенитного калибра предполагалось использовать двухствольные 37-мм автоматы 66-К в защищённых установках и спаренные пулемётные башенные установки ДШКМ-2Б, уже производившиеся серийно. Управление стрельбой артиллерии должно было осуществляться с помощью ПУС «Смена»
Состав торпедно-минного вооружения на различных вариантах эскизного проекта различался. В эскизном проекте ЦКБ-32 предполагалось установить либо один пятитрубный торпедный аппарат 2-Н весом 16,75 т в диаметральной плоскости и два трёхтрубных аппарата 1-Н по бортам с углами обстрела по 35° от траверза для верхнего и по 50° для палубных торпедных аппаратов, либо три трёхтрубных торпедных аппарата 1-Н в диаметральной плоскости на надстройке с углами обстрела по 43° от траверза. Минное устройство обеспечивало приём 34 морских мин КБ-3. Проект КБ завода № 190 предполагал установку трёх трёхтрубных торпедных аппаратов 1-Н в диаметральной плоскости на надстройке или один трёхтрубный торпедный аппарат в диаметральной плоскости на надстройке и два пятитрубных аппарата на верхней палубе (запасные торпеды не предусматривались). Минное устройство в варианте КБ завода № 190 обеспечивало приём 44 мин КБ-3. Рассмотрев все варианты торпедного вооружения АНИМИ посчитал необходимым установить два пятитрубных торпедных аппарата в диаметральной плоскости, так как по мнению АНИМИ это давало увеличение торпед в залпе и выигрыш в весе на 1 т.
На момент разработки технического чертежа проекта 35 не был готов эскизный проект противолодочного бомбомёта БМБ-1, выполнение которого было поручено заводу № 7. Не был разработан и эскизный проект стабилизированных постов наводки (СПН) типа «Шашлык», разрабатывавшихся заводом № 212, в начальной стадии создания находилась аппаратура приборов управления стрельбой (ЦАС-У), не была готова документация по 4-метровому «закрытому» (размещённому в стабилизированной дальномерной рубке) дальномеру разработки ЛОМЗ, принятому в эскизном проекте КБ завода № 190. В конкурсных проектах стабилизированные посты наводки располагались в носовой части корабля, в двух вариантах: с одним комбинированным трёх-дальномерным постом (с двумя размещёнными друг над другом на стабилизированной платформе СПН общим весом 25 т) и с двумя стабилизированными постами наводки, один из которых был двух-дальномерным. ЦКБ-32 был выбран открытый 4-метровый дальномер, размещённый на кормовой надстройке.

### Выбор окончательного варианта эскизного проекта
Оба представленных варианта эскизного проекта были рассмотрены Управлением кораблестроения РКВМФ (УК РКВМФ) в ноябре 1940 года. Лучшим вариантом УК РКВМФ признало вариант ЦКБ-32 и после выполнения всех замечаний утвердило его для дальнейшей разработки. При этом машинно-котельную установку предписывалось принять по проекту КБ завода № 190 и Кировского завода, а электрооборудование — на постоянном токе с напряжением 220 В. Расположение трёх трёхтрубных торпедных аппаратов было выбрано линейным. Конструкция корпуса, по мнению УК РКВМФ, должна была быть выполнена по образцу проекта 30, а теоретический чертёж избавлен от транцевидной кормы. В феврале 1941 года командованию РКВМФ был представлен дизельный вариант проекта 35 — проект Д-35. Как считает А. В. Платонов, возможно, на его создание повлияла неуверенность в успешном создании котлотурбинной главной энергетической установки на высоких параметрах пара.
По мнению историка флота С. А. Балакина, на конструкцию эскадренных миноносцев проекта 35 сильное влияние оказал лидер «Ташкент», о чём свидетельствует «и его общая архитектура, и овальная в плане носовая надстройка, и тот же штормовой коридор, и расположение торпедных аппаратов».
| Основные тактико-технические элементы эскадренных миноносцев проекта 35 | Основные тактико-технические элементы эскадренных миноносцев проекта 35 | Основные тактико-технические элементы эскадренных миноносцев проекта 35 | Основные тактико-технические элементы эскадренных миноносцев проекта 35 |
| ----------------------------------------------------------------------- | ----------------------------------------------------------------------- | ----------------------------------------------------------------------- | ----------------------------------------------------------------------- |
| Основные элементы                                                       | Проект 35 КБ завода № 190                                               | Проект 35 ЦКБ-32                                                        | Проект Д-35                                                             |
| Водоизмещение, т                                                        |                                                                         |                                                                         |                                                                         |
| Стандартное водоизмещение                                               | 2650                                                                    | 2370                                                                    | н/д                                                                     |
| Нормальное водоизмещение                                                | 3016                                                                    | 2750                                                                    | 2500                                                                    |
| Полное водоизмещение                                                    | 3382                                                                    | 3130                                                                    | 2720                                                                    |
| Главные размерения, м                                                   |                                                                         |                                                                         |                                                                         |
| Длина наибольшая                                                        | 125,0                                                                   | 116,2                                                                   | н/д                                                                     |
| Длина по конструктивной ватерлинии                                      | 118,0                                                                   | 111,0                                                                   | 106,5                                                                   |
| Ширина наибольшая                                                       | 12,5                                                                    | 12,0                                                                    | 11,4                                                                    |
| Ширина по конструктивной ватерлинии                                     | 12,2                                                                    | 11,6                                                                    | н/д                                                                     |
| Осадка                                                                  | 4,22                                                                    | 4,15                                                                    | 4,15                                                                    |
| Высота борта на миделе                                                  | 6,8                                                                     | 6,5                                                                     |                                                                         |
| Главные механизмы                                                       |                                                                         |                                                                         |                                                                         |
| Тип главной энергетической установки                                    | котлотурбинная                                                          | котлотурбинная                                                          | дизельная                                                               |
| Мощность (полная/максимальная), л. с.                                   | 84 250/90 000                                                           | 80 000/90 000                                                           | 72 000/н/д                                                              |
| ТЗА                                                                     | 2                                                                       | 2                                                                       | нет                                                                     |
| Главные котлы                                                           | 4                                                                       | 2                                                                       | нет                                                                     |
| Давление пара, кг/см²                                                   | 48                                                                      | 46                                                                      | нет                                                                     |
| Температура пара, °C                                                    | 450                                                                     | 450                                                                     | нет                                                                     |
| Дизеля                                                                  | нет                                                                     | нет                                                                     | 12                                                                      |
| Число винтов                                                            | 2                                                                       | 2                                                                       | 3                                                                       |
| Источники электроэнергии                                                |                                                                         |                                                                         |                                                                         |
| Турбогенераторы                                                         | 2                                                                       | 2                                                                       | нет                                                                     |
| Дизель-генераторы                                                       | 2                                                                       | 2                                                                       | 4                                                                       |
| Вырабатываемый ток                                                      | постоянный 220 В                                                        | постоянный 220 В                                                        | постоянный 220 В                                                        |
| Запасы топлива, т                                                       | 684, мазут                                                              | 670, мазут                                                              | 440, соляр                                                              |
| Скорость хода наибольшая, узлов                                         | 40                                                                      | 40                                                                      | 40                                                                      |
| Дальность плавания скоростью хода 16 узлов, морских миль                | 6000                                                                    | 6000                                                                    | 7150                                                                    |
| Вооружение                                                              |                                                                         |                                                                         |                                                                         |
| Радиопеленгаторы                                                        | Градус-К                                                                | Градус-К                                                                | Градус-К                                                                |
| Гирокомпасы                                                             | Курс-2                                                                  | Курс-2                                                                  | Курс-2                                                                  |
| Магнитные компасы                                                       | 4 127-мм                                                                | 4 127-мм                                                                | 4 127-мм                                                                |
| Лаги                                                                    | Гаусс-50                                                                | Гаусс-50                                                                | Гаусс-50                                                                |
| Лоты                                                                    | ЭМС-2                                                                   | ЭМС-2                                                                   | ЭМС-2                                                                   |
| Артиллерия главного калибра                                             | 3×2 130-мм АУ Б-2-У                                                     | 3×2 130-мм АУ Б-2-У                                                     | 3×2 130-мм АУ Б-2-У                                                     |
| Боекомплект артиллерии ГК                                               | 900                                                                     | 900                                                                     | 900                                                                     |
| Приборы управления стрельбой ГК                                         | «Смена» + два прибора 1-Н                                               | «Смена» + два прибора 1-Н                                               | «Смена» + два прибора 1-Н                                               |
| Зенитное вооружение                                                     | 2×2 37-мм АУ 66-К, 6×2 12,7-мм пулемётов ДШКМ                           | 2×2 37-мм АУ 66-К, 6×2 12,7-мм пулемётов ДШКМ                           | 2×2 37-мм АУ 66-К, 6×2 12,7-мм пулемётов ДШКМ                           |
| Торпедные аппараты, боезапас                                            | 3×3 1-Н                                                                 | 1×5 2-Н, 2×3 1-Н                                                        | 2×5 2-Н                                                                 |
| Мины, боезапас                                                          | 44                                                                      | 34                                                                      | н/д                                                                     |
| Боевые прожекторы                                                       | 2×МПЭ-э6,0-4                                                            | 2×МПЭ-э6,0-4                                                            | 2×МПЭ-э6,0-4                                                            |
| Параваны, комплектов                                                    | 2                                                                       | 2                                                                       | 2                                                                       |
| Экипаж                                                                  | 20 офицеров 16 старшин 271 рядовых Всего — 307                          | 20 офицеров 16 старшин 268 рядовых Всего — 304                          | 20 офицеров 16 старшин 252 рядовых Всего — 288                          |

## Планы по строительству серии и завершение проектных работ
Согласно плану закладок боевых кораблей на 1941 год по проекту 35 на судостроительном заводе № 190 должна была производиться закладка двух эсминцев — «Удалого» и «Ударного», однако к началу Великой Отечественной войны были начаты только плазовые работы по первому из этих кораблей. С началом войны они были остановлены.
На судьбу эсминца проекта 35 сильно повлиял «целый комплекс объективных и субъективных факторов, приведших сначала к остановке, а затем и к прекращению работ». Главным из них стало постановление Комитета Обороны при СНК СССР от 19 октября 1940 года о частичном пересмотре кораблестроительной программы, предписывавшее сосредоточить усилия советских судостроительных предприятий на достройке уже заложенных кораблей с высокой степенью готовности. Предпочтение было отдано достройке корпусов серийных эсминцев проекта 30 и лидеров проекта 48, для которых уже были изготовлены главные и вспомогательные механизмы. Все силы главного конструктора проекта 35 в ЦКБ-32 Я. А. Копержинского были отданы обеспечению рабочего проектирования и достройки сторожевых кораблей проекта 29. Большую роль в прекращении работ по проекту 35 сыграли отсутствие серийно производимых артиллерийских установок главного калибра (Б-2-У) и положение, сложившееся с созданием его машинно-котельной установки: так как машиностроительные предприятия не справлялись с поставкой даже ранее освоенных котлов и турбин, перестройка производства на новые, неосвоенные промышленностью образцы техники означала бы его полную остановку.
Когда в 1942 году, по мере стабилизации советско-германского фронта, появилась возможность всерьёз заняться проектированием боевых кораблей, в том числе класса «эскадренный миноносец», советские конструкторы, несмотря на уже существовавший большой задел по проекту 35, отказались от дальнейших конструкторских работ по этому проекту, так как руководству ВМФ стало ясно, что проект 35 не удовлетворяет требованиям уже идущей войны. На основании боевого опыта было принято решение сосредоточиться на новом проекте 40 с усиленной зенитной артиллерией ближнего боя (6×2 45-мм АУ СМ-7), улучшенной мореходностью и с применением оборудования, систем и станций, доставшихся СССР от США вместе с кораблями, полученными по ленд-лизу.

## Оценка проекта

### Аналоги

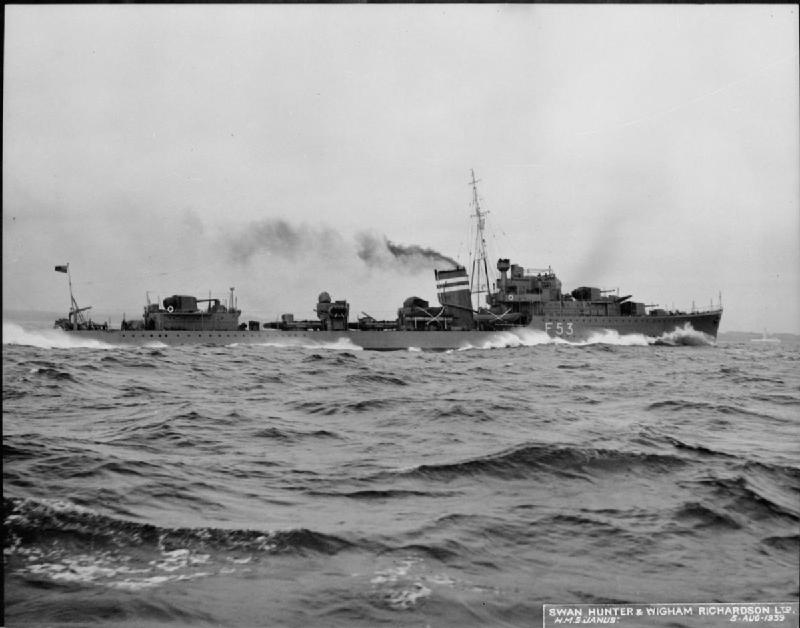
Эсминец «Юнус» типа «J».

К числу зарубежных аналогов эсминцев проекта 35 следует отнести следующие корабли, построенные в 1938—1940 годах: британские типа «J», французские типа «Ле Арди», германские типа «1936», итальянские типа «Сольдати», американские типа «Гливз» и японские типа «Кагэро».
Британские эсминцы типа «J» стали удешевлённым вариантом мощных, но слишком дорогих кораблей типа «Трайбл» (англ. Tribal) . В соответствии с традициями британской кораблестроительной школы, эсминцы были прочными и весьма мореходными кораблями. Энергетическая установка считалась сравнительно консервативной, по меркам конца 1930-х годов, зато отличалась высокой надёжностью. Главным калибром эсминцев стали шесть 120-мм орудий, размещённых в спаренных полузакрытых установках. Эти пушки отличались высокой скорострельностью, благодаря частичной механизации заряжания, но вести зенитный огонь не могли. Отбивать атаки с воздуха предполагалось с помощью счетверённого 40-мм «Пом-пома», устаревшего к началу Второй мировой войны. Автомат имел слишком низкую начальную скорость снаряда, а надёжность оставляла желать лучшего. «Пом-пом» дополнялся крупнокалиберными зенитными пулемётами — как показал военный опыт, оружием почти бесполезным. Торпедное вооружение было достаточно мощным и включало в себя два пятитрубных торпедных аппарата. Важным достоинством типа «J» стало их оснащение гидролокатором. Британское Адмиралтейство считало их вполне сбалансированными кораблями и далее заказало практически идентичные эсминцы типов «K» и «N».

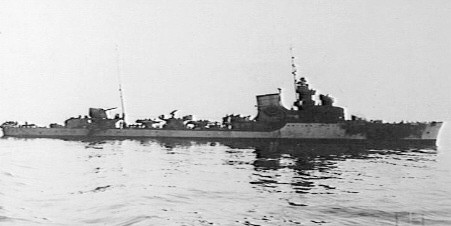
Эсминец «Артиллери» типа «Солдати».

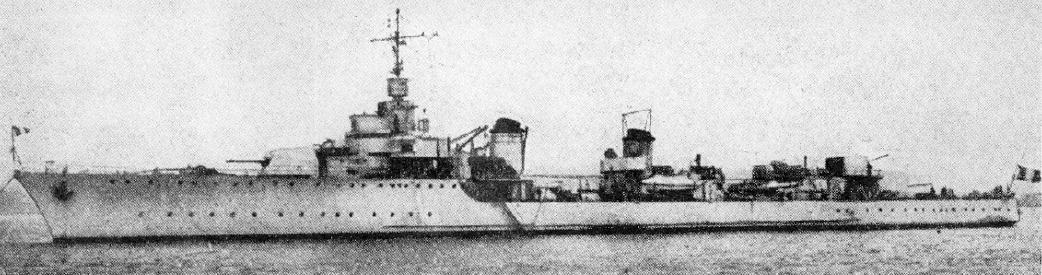
Эсминец типа «Ле Арди».

Эсминцы типа «Ле Арди» (фр. Le Hardi) проектировались как корабли сопровождения для новых французских линкоров типа «Дюнкерк». Считалось, что старые эсминцы имеют недостаточную скорость, а многочисленные лидеры французского флота предназначались для решения других задач. Применение передовой энергетической установки с высоконапорными котлами позволило разместить на сравнительно небольших кораблях солидное вооружение. Главным калибром стали мощные 130-мм орудия, размещённые в трёх башнях — одна в носу и две в корме. Угол возвышения достигал лишь 30°, вследствие чего орудия не могли вести зенитного огня. Сами башни отличались развитой для 1930-х годов автоматикой, формально позволявшей достичь скорострельности 14—15 выстрелов в минуту, но система оказалась крайне ненадёжной. В единственном боевом столкновении с участием эсминцев данного типа «Эпе» сумел выпустить лишь 14 снарядов, после чего все его орудия вышли из строя, «Флёре» вообще не смог открыть огонь. Противовоздушная оборона должна была обеспечиваться уже устаревшими 37-мм полуавтоматами и крупнокалиберными пулемётами. В лучшую сторону выделялись французские торпеды, имевшие нестандартный калибр и повышенную мощность.

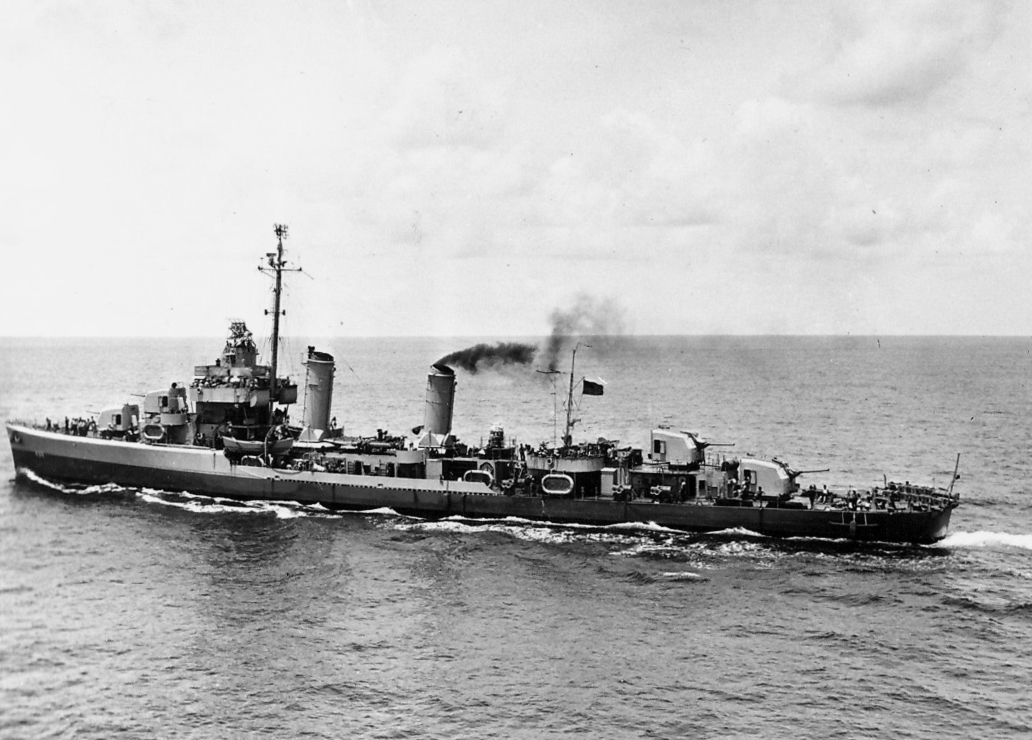
Эсминец типа «Гливз».

Германские эсминцы типа «1936» стали дальнейшим развитием эсминцев типа «1934» и продолжили линию развития этого класса кораблей кригсмарине, ориентированную на достижение качественного превосходства над противником. Результаты данной политики оказались крайне неоднозначными. Очень крупные для своего класса, эсминцы типа «1936» не отличались особой эффективностью. Если ситуацию с плохой мореходностью типа «1934» удалось исправить, то надёжность передовой энергетической установки с псевдопрямоточными котлами оставалась на весьма низком уровне. Большую часть войны эти корабли провели в небоеспособном состоянии именно из-за проблем с судовой энергетикой. Живучесть, которой в германском флоте традиционно уделяли очень большое внимание, напротив, оказалась на высоте. Артиллерия главного калибра вполне соответствовала лучшим мировым образцам по огневой производительности, но не могла вести зенитный огонь, в результате чего эсминцы типа «1936» не имели средств дальней ПВО. Ближняя ПВО обеспечивалась солидным для 1940 года набором зенитных средств из 37-мм полуавтоматов и 20-мм автоматов, но имела лишь местное управление огнём. Противолодочные возможности германских эсминцев оказались близки к нулю — за всю войну им не удалось потопить ни одной ПЛ противника.

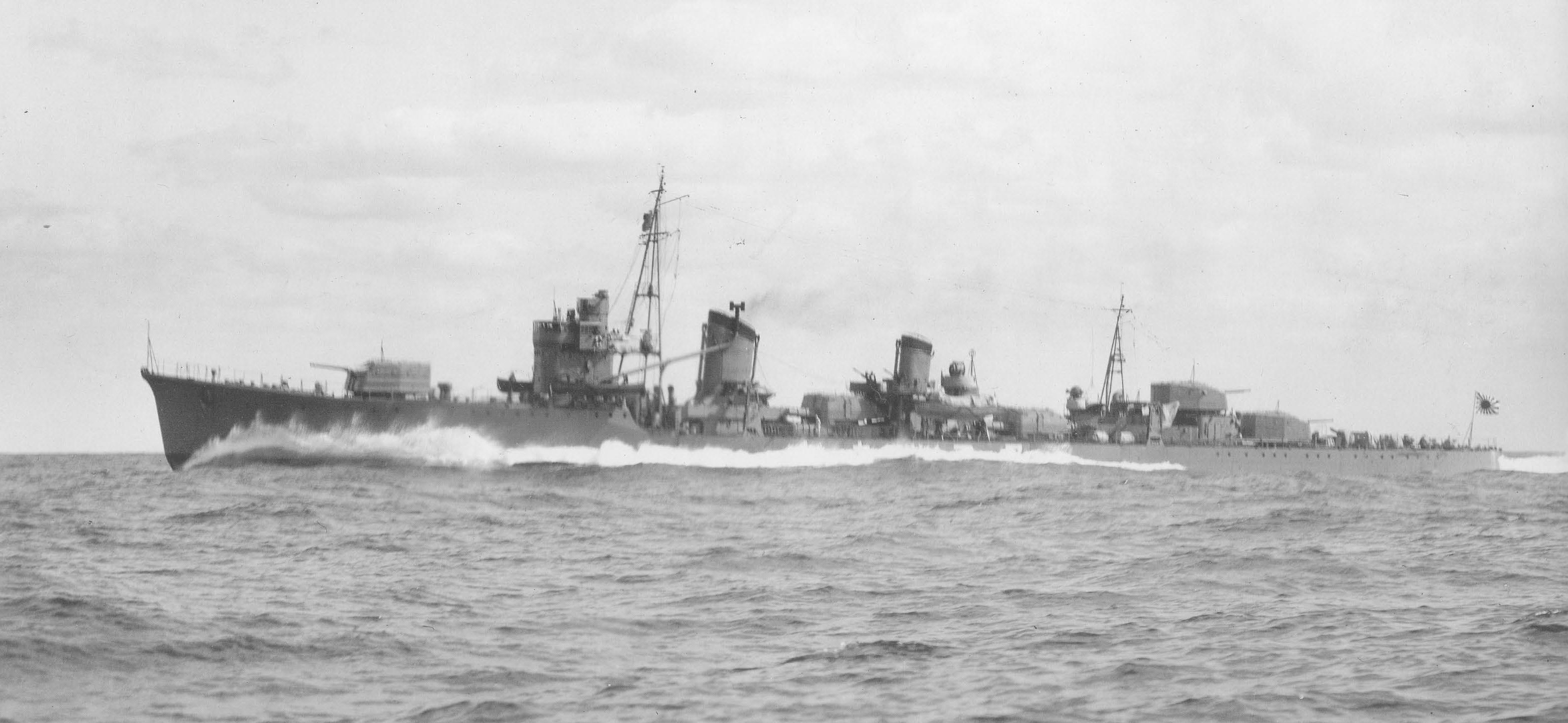
Эсминец «Амацукадзэ» типа «Кагеро».

Итальянские эсминцы типа «Солдати» (итал. Soldati) стали версией предшествующих типов «Маэстрале» (итал. Maestrale) и «Ориани» (итал. Oriani) и имели лишь незначительные отличия от последних. Предполагая использовать свои корабли в пределах Средиземного моря, итальянцы отчасти жертвовали такими важными для флотов других стран характеристиками, как дальность плавания и мореходность. Также традиционно эсминцы не отличались прочной конструкцией. Артиллерия «Солдати» включала в себя четыре 120-мм орудия в спаренных полуоткрытых установках, на некоторых кораблях ставилось пятое одиночное орудие. К ведению зенитного огня главный калибр был неприспособлен, а зенитные средства ближнего действия откровенно слабыми. Также ограниченными являлись и возможности ПЛО.
Американские эсминцы типа «Гливз» (англ. Gleaves) относились к так называемому постдоговорному типу, когда ВМС США отказались от жёсткого следования ограничениям морских договоров. Они стали версией эсминцев типа «Бенсон» (англ. Benson), с которыми их часто объединяют в один тип. Характерной особенностью американских эскадренных миноносцев стало использование передовой, но в то же время надёжной энергетической установки. Вторым весьма важным достоинством проекта было наличие эффективной универсальной артиллерии. Американская 127-мм пушка по праву считалась лучшим в своём классе орудием Второй мировой войны. В сочетании с весьма совершенной системой управления огнём это давало «Гливзам» значительные возможности дальней ПВО. Вместе с тем, лёгкие зенитные средства оказались чисто символическими. В связи с проблемами разработки 28-мм автомата, в ближней зоне ПВО «Гливз» защищался лишь крупнокалиберными пулемётами.
Японские эсминцы типа «Кагеро» (яп. 陽炎) продолжили развитие «специального типа» в Императорском флоте. Они предназначались для ночных атак кораблей неприятельских эскадр и имели мощное торпедное вооружение, включавшее два четырёхтрубных аппарата для 610-мм торпед. Эти торпеды отличались высокой скоростью, большой дальностью, мощной боевой частью и не давали демаскирующего следа. Система быстрой перезарядки позволяла в короткий срок произвести два полных залпа. Артиллерия эсминцев также была мощной и состояла из шести 127-мм орудий в спаренных башенных установках. На эсминцах этого типа японцы уменьшили угол возвышения с 75° до 55°, считая, что недостаточные скорострельность и скорость наводки на больших углах возвышения орудий не дают возможности вести эффективный зенитный огонь. Лёгкий зенитный калибр был представлен спаренными зенитными автоматами калибра 25-мм.
| Сравнительные ТТХ эсминцев постройки 1938—1940 гг. | Сравнительные ТТХ эсминцев постройки 1938—1940 гг. | Сравнительные ТТХ эсминцев постройки 1938—1940 гг. | Сравнительные ТТХ эсминцев постройки 1938—1940 гг. | Сравнительные ТТХ эсминцев постройки 1938—1940 гг. | Сравнительные ТТХ эсминцев постройки 1938—1940 гг. | Сравнительные ТТХ эсминцев постройки 1938—1940 гг. |
| Основные элементы                                  | Тип «J»                                            | Ле Арди                                            | Тип «1936»                                         | Сольдати                                           | Гливз                                              | Кагэро                                             |
| -------------------------------------------------- | -------------------------------------------------- | -------------------------------------------------- | -------------------------------------------------- | -------------------------------------------------- | -------------------------------------------------- | -------------------------------------------------- |
| Водоизмещение, стандартное/полное, т               | 1690/2330—2390                                     | 1772/2577                                          | 2411/3415                                          | 1690—1820/2250—2500                                | 1839/2395                                          | 2033/2450                                          |
| Энергетическая установка                           | паротурбинная, 40 000 л. с.                        | паротурбинная, 58 000 л. с.                        | паротурбинная, 70 000 л. с.                        | паротурбинная, 48 000 л. с.                        | паротурбинная, 50 000 л. с.                        | паротурбинная, 52 000 л. с.                        |
| Максимальная скорость, узлов                       | 36                                                 | 37                                                 | 38                                                 | 38                                                 | 35                                                 | 35                                                 |
| Артиллерия главного калибра                        | 3×2 — 120-мм                                       | 3×2 — 130-мм                                       | 5×1 — 127-мм                                       | 2×2 — 120-мм                                       | 5×1 — 127-мм                                       | 3×2 — 127-мм                                       |
| Лёгкая зенитная артиллерия                         | 1×4 — 40-мм, 2×4 — 12,7-мм                         | 2×1 — 37-мм, 2×2 — 13,2-мм                         | 2×2 — 37-мм, 7×1 — 20-мм                           | 4×2 и 4×1 — 13,2-мм                                | 6×1 — 12,7-мм                                      | 2×2 — 25-мм                                        |
| Торпедное вооружение                               | 2×5 — 533-мм ТА                                    | 1×3 и 2×2 — 550-мм ТА                              | 2×4 — 533-мм ТА                                    | 2×3 — 533-мм ТА                                    | 2×5 — 533-мм ТА                                    | 2×4 — 610-мм ТА                                    |
| Экипаж, чел.                                       | 183—218                                            | 187                                                | 313                                                | 165—206                                            | 208                                                | 240                                                |

Давая сравнительную оценку эсминцам проекта 35, следует признать, что будь они воплощены в металле, проект оказался бы в числе наиболее передовых в мире. К наиболее прогрессивным особенностям относилась универсальная артиллерия главного калибра, которая в то время применялась только на американских кораблях. Её наличие давало эсминцам проекта 35 значительное преимущество перед европейскими и японскими эсминцами. На уровне предвоенных требований находилась и лёгкая зенитная артиллерия. По торпедному вооружению проект 35 явно уступал лишь новейшим на тот момент японским эсминцам. Вместе с тем, корабли проекта 35 отставали от эсминцев ряда ведущих держав по такому важному показателю, как мореходность. Но особо отставание проявлялось в области высоких технологий — радаров, сонаров и систем управления зенитным огнём.

### Общая оценка
Эскизный проект эсминца проекта 35 отличался применением прогрессивных решений: сварки для всего набора корпуса, палубы и платформы, переборок и наружной обшивки, за исключением пазов в средней части корабля; сборка корпуса должна была производится секционно. Общее расположение в варианте ЦКБ-32 было более тщательно проработано, чем в эскизном проекте КБ завода № 190, а на подвесных койках было размещено «всего» 14,2 % экипажа. Несомненным достоинством проекта стало новое вооружение. Шесть 130-мм универсальных орудий резко повышали возможности корабля в области дальней ПВО. Весьма полезным новшеством обещали быть и двухствольные 37-мм артиллерийские установки 66-К, имевшие водяное охлаждение стволов. По сравнению с применявшимися на флоте одноствольными 37-мм орудиями 70-К, имевшими воздушное охлаждение, они должны были обеспечить не только большую плотность огня, но и значительно большую продолжительность непрерывной стрельбы (100 выстрелов у 70-К, не менее 158 у 66-К). Однако предусмотренное проектом мощное артиллерийское вооружение вело к росту веса артиллерии в общей нагрузке корабля и увеличению водоизмещения. Так вес артиллерийского вооружения эскадренного миноносца проекта 35 (включая приборы управления стрельбой) достиг 525 т, в сравнении с 208 т у проекта 7, 283 т у лидера «Ташкент» и 318 т у проекта 30. В итоге новые советские эсминцы получались очень дорогими и технически сложными.
К недостаткам эскизного проекта относились сравнительно малые толщины листов наружной обшивки, ледового пояса и настилов палуб и платформ, что в сочетании с увеличенной высотой борта вызывало сомнения в обеспечении достаточной прочности. Не совсем удачной была также конструкция шлюпочного устройства. Шагом назад был то, что в проекте нового корабля решили применить германский опыт — часть экипажа должна была спать в подвесных койках. Тем не менее, по мнению С. А. Балакина, «эсминец 35-го проекта в своем классе стал лучшей разработкой советских конструкторов».
Несмотря на то, что по проекту 35 не было заложено ни одного корабля, его появление серьёзным образом повлияло на судьбу лидеров проекта 48. Так как перспективный эсминец ни в чём не уступал лидеру, терялся всякий смысл строительства кораблей подкласса «лидер эскадренных миноносцев». Главный калибр лидера, представленный неуниверсальными орудиями, теперь выглядел устаревшим, особенно с учётом новостей из США. Эти факты повлияли на ограничение серии лидеров двумя начатыми в Николаеве кораблями и поставили «точку на морально устаревшем проекте 48».

## Использованная литература и источники
1. ↑  Краснов В. Н., 2005, с. 11, 12.
2. ↑  Краснов В. Н., 2005, с. 92.
3. ↑  Грибовский В. Ю., 1995, с. 13.
4. ↑  Краснов В. Н., 2005, с. 99.
5. ↑  Грибовский В. Ю., 1995, с. 19.
6. ↑  Платонов А. В., 2003, с. 70.
7. ↑  Платонов А. В., 2003, с. 72.
8. ↑  Платонов А. В., 2003, с. 231—232.
9. ↑  Платонов А. В., 2003, с. 231.
10. ↑  Литинский Д. Ю., 1998, с. 18.
11. 1 2  Литинский Д. Ю., 1998, с. 19.
12. 1 2 3  Литинский Д. Ю., 1998, с. 20, 21.
13. 1 2 3 4  Литинский Д. Ю., 1998, с. 22.
14. ↑  Литинский Д. Ю., 1998, с. 70, 71.
15. 1 2  Соколов А. Н., 2007, с. 4.
16. ↑  Платонов А. В., 2003, с. 72.
17. 1 2 3 4 5 6 7 8  Литинский Д. Ю., 1998, с. 23.
18. 1 2 3 4 5 6 7 8 9 10 11 12 13  Литинский Д. Ю., 1998, с. 25.
19. 1 2 3 4 5 6 7 8 9 10 11  Литинский Д. Ю., 1998, с. 26.
20. 1 2 3 4 5 6 7 8  Платонов А. В., 2003, с. 73.
21. ↑  Платонов А. В., 1998, с. 113.
22. 1 2  Балакин С. А., 2001, с. 31.
23. ↑  Платонов А. В., 2003, с. 74.
24. 1 2 3  Павлов А. С., 1999, с. 4.
25. ↑  Краснов В. Н., 2005, с. 42.
26. 1 2  Платонов А. В., 2003, с. 76.
27. 1 2  Платонов А. В. Т. 2, 2003, с. 7.
28. ↑  Литинский Д. Ю., 1998, с. 29.
29. 1 2  Рубанов О. А., 2004, с. 62.
30. ↑  Hodges P., Friedman N., 1985, p. 28—29.
31. ↑  Campbell J., 1985, p. 71.
32. 1 2  Патянин С. В., 2002, с. 7, 8.
33. ↑  Патянин С. В., 2003, с. 55.
34. ↑  Патянин С. В., 2003, с. 57.
35. ↑  Патянин С. В., 2003, с. 59.
36. ↑  Патянин С. В., 2003, с. 14, 15.
37. ↑  Патянин С. В., Морозов М. Э., 2007, с. 5.
38. ↑  Патянин С. В., Морозов М. Э., 2007, с. 9.
39. 1 2 3  Патянин С. В., Морозов М. Э., 2007, с. 146.
40. ↑  Fraccaroli A., 1968, p. 54—55.
41. ↑  Fraccaroli A., 1968, p. 55—59.
42. 1 2  McComb, Dave., 2010, p. 15.
43. ↑  Friedman N., 1982, p. 95.
44. ↑  Friedman N., 1982, p. 97.
45. ↑  Campbell J., 1985, p. 202—207.
46. ↑  Платонов А. В., 2003, с. 52, 54.
47. ↑  Conway’s All the World’s Fighting Ships, 1922—1946, 1980, с. 41.
48. ↑  Conway’s All the World’s Fighting Ships, 1922—1946, 1980, с. 270.
49. ↑  Платонов А. В., 2003, с. 64.
50. ↑  Conway’s All the World’s Fighting Ships, 1922—1946, 1980, с. 300.
51. ↑  Conway’s All the World’s Fighting Ships, 1922—1946, 1980, с. 128.
52. ↑  Conway’s All the World’s Fighting Ships, 1922—1946, 1980, с. 194.
53. ↑  Платонов А. В. Т. 2, 2003, с. 7, 11.
54. ↑  Широкорад А. Б., 1995, с. 46—49.